# Feliks Trusiewicz
Feliks Trusiewicz (ur. w listopadzie 1921 na Wołyniu, zm. 12 października 2019 we Wrocławiu) – polski żołnierz, pisarz, inżynier i pracownik Wydziału Chemii Uniwersytetu Wrocławskiego, autor książek wspomnieniowych o historii i kulturze Polaków na Wołyniu.

## Życiorys
Pochodził z kolonii Obórki w powiecie łuckim. W wyniku zbrodni w Obórkach stracił rodzinę i sąsiadów, zamordowanych przez funkcjonariuszy z ukraińskiej policji pomocniczej w dniach 11-14 listopada 1942 r. Feliks ocalał, ponieważ był w tym czasie w Rudnikach. Po spaleniu rodzinnej miejscowości schronił się we wsi Przebraże. Wstąpił w szeregi tamtejszej polskiej samoobrony, która ocaliła życie kilkunastu tysiącom uciekinierów z okolicznych wiosek. Po wojnie został ekspatriowany na Dolny Śląsk.
Ukończył Oficerską Szkołę Lotniczą w Dęblinie w stopniu podporucznika, ale z powodów politycznych został relegowany z wojska. Przeniósł się do Wrocławia, gdzie ukończył Politechnikę Wrocławską i podjął pracę jako inżynier. Tutaj założył rodzinę. Po przejściu na emeryturę w 1995 roku, dzięki Krystynie Korneluk-Eliasz (kuzynce) ze Stanów Zjednoczonych, spisał historię rodzinnych stron. Wydał sześć książek, których tematami przewodnimi są historia i kultura Polaków i innych narodowości na Wołyniu.
Został pochowany na cmentarzu parafii rzymskokatolickiej Świętej Rodziny przy ulicy Smętnej we Wrocławiu.
Nagrodzony w 1993 przez Instytut Studiów Politycznych PAN wyróżnieniem specjalnym za kresową kronikę rodzinną.

## Publikacje
- Pokolenie (tom I i tom II)[9]
- Duszohubka[10], ISBN 83-918070-0-2
- Hawryłko[11], ISBN 978-83-88863-08-0
- Medalionik[12], ISBN 978-83-88863-10-3
- Ścieżki mojego życia[13]
- Nad Słuczą[14][15], ISBN 978-83-88863-21-9.